# Teorema di Fubini
In analisi matematica, il teorema di Fubini, chiamato in onore del matematico italiano Guido Fubini, fornisce una condizione sufficiente affinché sia possibile effettuare l'inversione dell'ordine di integrazione. Una delle più note applicazioni del teorema è la valutazione dell'integrale di Gauss, un risultato fondamentale per la teoria della probabilità.

## Il teorema
Siano {\displaystyle (X,{\mathfrak {G}},\mu )} e {\displaystyle (Y,{\mathfrak {F}},\lambda )} due spazi di misura σ-finiti. Ad ogni funzione {\displaystyle f(x,y)} che sia {\displaystyle {\mathfrak {G}}\times {\mathfrak {F}}}-misurabile su {\displaystyle X\times Y} e ad ogni {\displaystyle x\in X} si può associare una funzione {\displaystyle f_{x}} definita in {\displaystyle Y} nel seguente modo:
{\displaystyle f_{x}(y)=f(x,y)\ }
Analogamente si definisce per ogni {\displaystyle y\in Y} la funzione {\displaystyle f_{y}} tale che:
{\displaystyle f_{y}(x)=f(x,y)\ }
Entrambe le funzioni sono rispettivamente {\displaystyle {\mathfrak {F}}}-misurabile e {\displaystyle {\mathfrak {G}}}-misurabile.

### Enunciato
Il teorema afferma che:
- Se la funzione {\displaystyle f} è positiva e se:

{\displaystyle \phi (x)=\int _{Y}f_{x}d\lambda \qquad \psi (y)=\int _{X}f_{y}d\mu }
allora {\displaystyle \phi } è {\displaystyle {\mathfrak {G}}}-misurabile e {\displaystyle \psi } è {\displaystyle {\mathfrak {F}}}-misurabile, inoltre:
{\displaystyle \int _{X}\phi d\mu =\int _{X\times Y}fd(\mu \times \lambda )=\int _{Y}\psi d\lambda }
dove {\displaystyle d(\mu \times \lambda )} è la misura prodotto delle due misure {\displaystyle \mu } e {\displaystyle \lambda }.
- Se la funzione {\displaystyle f} è complessa e se:

{\displaystyle \phi ^{*}(x)=\int _{Y}|f_{x}|d\lambda \qquad \int _{X}\phi ^{*}d\mu <\infty }
allora {\displaystyle f\in L^{1}(\mu \times \lambda )}.
- Se la funzione {\displaystyle f\in L^{1}(\mu \times \lambda )} allora {\displaystyle f_{x}\in L^{1}(\lambda )} per quasi tutti gli {\displaystyle x\in X} e {\displaystyle f_{y}\in L^{1}(\mu )} per quasi tutti gli {\displaystyle y\in Y}. Inoltre, per le funzioni definite in precedenza si ha che {\displaystyle \phi \in L^{1}(\mu )} e {\displaystyle \psi \in L^{1}(\lambda )}.

## Conseguenze
Il primo punto del teorema può essere scritto in modo equivalente nel seguente modo:
{\displaystyle \int _{X}d\mu (x)\int _{Y}f(x,y)d\lambda (y)=\int _{Y}d\lambda (y)\int _{X}f(x,y)d\mu (x)\ }
mentre le restanti due affermazioni comportano che se {\displaystyle f(x,y)} è una funzione {\displaystyle {\mathfrak {G}}\times {\mathfrak {F}}}-misurabile e se:
{\displaystyle \int _{X}d\mu (x)\int _{Y}|f(x,y)|d\lambda (y)<\infty }
allora gli integrandi nella relazione precedente sono finiti e uguali.

### Corollario
Se la funzione:
{\displaystyle f(x,y)=h(x)g(y)\ }
soddisfa le condizioni del teorema di Fubini, allora:
{\displaystyle \left(\int _{A}h(x)\,dx\right)\left(\int _{B}g(y)\,dy\right)=\int _{A\times B}h(x)g(y)\,d(x,y)}
quindi l'integrale doppio è riconducibile al prodotto di due integrali semplici.

## Il teorema di Tonelli
Il teorema di Tonelli, così chiamato in onore del matematico italiano Leonida Tonelli, è un teorema molto simile a quello di Fubini. La conclusione dei due teoremi è la stessa, ma le ipotesi sono diverse. L'enunciato del teorema di Tonelli afferma che l'integrale di una funzione non negativa sul prodotto di due spazi sigma-finiti (rispetto alla misura prodotto) coincide con l'integrale iterato rispetto alle due misure. In particolare, se l'integrale iterato ha valore finito si può  applicare il teorema di Fubini e di conseguenza il valore dell'integrale è indipendente dall'ordine di integrazione.